# Berat Djimsiti
Berat Djimsiti (albánsky Berat Ridvan Gjimshiti; * 19. února 1993 Zürich) je albánský profesionální fotbalista, který hraje na pozici středního obránce za italský klub Atalanta BC a za albánský národní tým.
V mládežnických kategoriích reprezentoval Švýcarsko, na seniorské úrovni reprezentuje Albánii.

## Reprezentační kariéra

### Švýcarsko
Djimsiti nastupoval za švýcarské mládežnické reprezentace včetně U21.

### Albánie
V A-mužstvu Albánie debutoval 4. 9. 2015 v kvalifikačním utkání v Kodani proti týmu Dánska (remíza 0:0).